# اسپیلبرگ اشتیریا
اسپیلبرگ اشتیریا (به آلمانی: Spielberg) یک شهر در اتریش است که در مورتال واقع شده‌است. اسپیلبرگ اشتیریا ۲۲٫۲۴ کیلومتر مربع مساحت دارد ۶۶۰ متر بالاتر از سطح دریا واقع شده‌است.